# Гвидо
Гви́до — мужское имя германского происхождения. Происходит от старогерманского имени Wido — краткой формы имён, содержащих элемент widu — «дерево» или wid — «широкий, обширный».

## Именины
- Гвидо Андерлехтский (покровитель Андерлехта (Бельгия)) — 12 сентября
- Гвидо из Помпозы — 31 марта
- Гвидо Кортонский — 12 июня
- Гвидо, аббат — 18 июня

## Персоналии

### Гвидониды
- Гвидо I (ум. 860) — герцог и маркграф Сполето с 842 года.
- Гвидо II (ум. 882/883) — герцог Сполето с 880 года.
- Ги (Гвидо) III (ум. 894) — король Италии с 889 года, император Запада с 891 года, маркграф Камерино, герцог Сполето из рода Гвидонидов, младший сын Гвидо I, герцога Сполето.
- Гвидо IV (ум. 897) — герцог Сполето и маркграф Камерино с 889 года, князь Беневенто с 895 года.

### Прочие
- Гвидо (ум. 930) — маркграф Тосканы и граф Лукки с 915
- Гвидо д’Ареццо (Гвидо Аретинский) (ок. 990 — ок. 1050) — итальянский теоретик музыки, один из крупнейших в эпоху Средних веков.
- Гвидо де Монтанор (XIV или XV век) — греческий или французский алхимик.
- Гвидо Пизанский:[править]  -  Гвидо Пизанский (также известен как Гвидо или Гвидон Равеннский; по разным данным от VII до XII века) — итальянский географ.
  -  Гвидо Пизанский (конец XIII — начало XIV века) — итальянский хронист.
- Гвидо да Сиена (1230—1290) — итальянский художник, работавший в Сиене в период между 1260 и 1290 годами.

## В театре
- «Гвидо и Джиневра[англ.]» — большая опера Фроманталя Галеви по либретто Эжена Скриба (Париж, 1838).